# Buasjukan
Buasjukan, även kallat Väröhöft, var en förekomst av höftledsproblem som först rapporterades i trakten av Bua i Halland 1982-1983. Buasjukan drabbade i första hand yngre kvinnor, som utgjorde 85 procent av fallen. Det första fallet som inträffade i oktober 1982 var dock en ung man. Buasjukan rapporterades även på andra ställen i västra Sverige, bland annat Veddige, Borås och Mölndal. Ingen tydlig medicinsk orsak till sjukdomen identifierades, och rapporterna avtog efter en tid.

## Symptom
De som drabbades, företrädesvis yngre kvinnliga skolelever, rapporterade värk i höfterna, inflammation och viss rörelseinskränkning och tillhörande svårigheter att gå. De tilldelades i allmänhet kryckor av skolhälsovården, men även behandling med sträckläggning förekom. Efter en tid av avlastning av höftleden upphörde i allmänhet besvären utan annan behandling. Efter ungefär fem månader dök inga nya fall upp.
Liknande symptom hade tidigare rapporterats från andra delar av landet, bland annat under namnet Ockelbosjukan.

## Förklaringar
Inga tydliga medicinska förklaringar till fenomenet kunde hittas av de ortopeder som undersökte de som rapporterade symptom. Inledningsvis misstänktes en virusinfektion, men trots omfattande provtagning och analys vid bland annat CDC i USA hittades inga tecken på detta. Ungdomsläkaren Kristina Berg Kelly drog efter undersökningar av de rapporterade fallen slutsatsen att sjukdomen var psykosomatisk, och att en masshysteri låg bakom. Ortopeden Christer Allenmark ansåg å andra sidan att det fanns fall av genuin virusinfektion trots att inget virus kunde hittas, eftersom inflammation trots allt förekom. Han menade dock i likhet med Berg Kelly att den senare, mer omfattande spridningen av symptomen hade psykologiska orsaker, och att den mediala uppmärksamheten spelade in för att orsaka detta.
I medierna gjordes försök att skylla symptomen på utsläpp från Värö bruk eller strålning från Ringhals kärnkraftverk, utan att något samband kunde konstateras.